# The New Twilight Zone—aflevering 8
De achtste aflevering van de serie The New Twilight Zone bestaat uit drie subafleveringen: Act Break, The Burning Man en Dealer’s Choice.

## Act Break
Act Break is de eerste subaflevering. Het scenario werd geschreven door Haskell Barkin.

### Verhaal
Maury is een toneelschrijver die zwaar achterloopt met het betalen van zijn huur. Na ruzie met zijn huisbaas en een argument over zijn laatste toneelstuk, sterft zijn partner Harry aan een hartaanval. Net voor zijn dood geeft Harry Maury een oude voorwerp en vertelt hem dat de drager ervan een wens kan doen. Harry heeft zijn wens al gebruikt, en wil dat Maury wenst dat hij geneest van de hartaanval. Maury wil de wens gebruiken voor iets groters, en verontschuldigt zich bij Harry voordat deze sterft. Maury wenst vervolgens dat de grootste toneelschrijver ooit zijn nieuwe partner wordt.
Er is een lichtflits, en spontaan is Maury gekleed in kleding uit de Renaissance. Hij beseft al snel dat hij in een andere tijd terecht is gekomen. Hij ziet verderop een man tegen zichzelf praten, en herkent hem als William Shakespeare. Maury beseft dat hij een grote fout gemaakt heeft, en vertelt William dat hij niet voor hem kan werken en hier niet thuishoort. Voor hij kan bedenken hoe hij terug kan keren naar het heden, ziet hij dat William het voorwerp nu in handen heeft. Wanneer hij het voorwerp terugvraagt aan William, spreekt die enkel de wens uit dat Maury met hem samen zal werken.
Opeens krijgt Maury vanuit het niets inspiratie voor alle toneelstukken die Shakespeare heeft geschreven, en andere toneelstukken. Hij beseft nu dat aan zijn lot niet meer te ontkomen is, en begint maar te schrijven. Hij is nu een ghostwriter voor William Shakespeare.

### Rolverdeling
- James Coco: Maury Winkler
- Bob Dishy: Harry/Shakespeare
- Avery Schreiber: huisbaas

### Trivia
- Deze aflevering vertoond overeenkomsten met de aflevering The Bard uit de originele serie. Ook daarin roept een hedendaagse schrijver de hulp in van Shakespeare.

## The Burning Man
The Burning Man is de tweede subaflevering. Het scenario werd geschreven door J.D. Feigelson, die de aflevering ook regisseerde.

### Verhaal
Op een warme dag maken een vrouw en haar neefje een autoritje. Ze zien een man liften, en nemen hem mee. De man waarschuwt de twee voor een slechte geest die het mogelijk op hen voorzien heeft. Dit kwaad duikt altijd op op warme dagen als deze, en voedt zich met mensen.
De vrouw denkt dat de man gek is, en wanneer hij maar door blijft gaan over dit “kwaad” zet ze hem de auto uit.
Even later zien de twee weer een lifter. Ditmaal is het een jongen die blijkbaar alleen aan de kant van de weg staat. Ze nemen hem mee. Maar al snel blijkt hij het kwaad te zijn waarvoor de lifter hen waarschuwde. Tegen de tijd dat de vrouw en haar neefje dit beseffen, is het al te laat.

### Rolverdeling
- Danny Cooksey: jongen
- Piper Laurie: tante Neva
- André Gower: Doug
- Roberts Blossom: de man

### Trivia
- Deze aflevering is gebaseerd op een verhaal van Ray Bradbury. Dit verhaal verscheen voor het eerst in Bradbury’s verzamelboek Long After Midnight.

## Dealer's Choice
Dealer's Choice is de derde subaflevering. Het scenario werd geschreven door Donald Todd,

### Verhaal
Een groepje vrienden brengt de avond door met een spelletje poker. De vijfde speler aan de tafel is een gast die door de andere vier is uitgenodigd. Deze man, Nick, lijkt steeds de juiste kaarten te hebben. De vrienden beginnen te vermoeden dat Nick de duivel is en confronteren hem hiermee.
Tot hun schok blijken ze het nog goed te hebben ook. Nick vertelt hen dat een van de vier vanavond door hem zal worden meegenomen. De uitkomst van het pokerspel bepaalt wie. De vrienden moeten nu voor hun leven spelen. Uiteindelijk is er nog een speler over. Tijdens de laatste ronde ontdekt Marty dat de duivel valsspeelt door zijn tegenstander te laten denken dat hij niet de goede kaarten vasthoudt.
Geconfronteerd met deze kennis is de duivel gedwongen de vier verder met rust te laten, en hij vertrekt.

### Rolverdeling
- Morgan Freeman: Tony
- Dan Hedaya: Nick/de Duivel
- Barney Martin: Marty
- Garrett Morris: Jake
- M. Emmet Walsh: Peter